# Étoile de Bessèges 2012
L'Étoile de Bessèges 2012, quarantaduesima edizione della corsa, valida come prova del circuito UCI Europe Tour 2012 categoria 2.1, si svolse in cinque tappe dal 1º al 5 febbraio 2012 su un percorso di 505,9 km complessivi con partenza da Beaucaire e arrivo a Alès. Fu vinta dal francese Jérôme Coppel, della Saur-Sojasun, che si impose in 12 ore 40 minuti e 8 secondi, alla media di 39,93 km/h.
Al traguardo di Alès 76 ciclisti portarono a termine la competizione.

## Tappe
| Tappa  | Data        | Percorso                                   | km    | Vincitore di tappa | Leader cl. generale |
| ------ | ----------- | ------------------------------------------ | ----- | ------------------ | ------------------- |
| 1ª     | 1º febbraio | Beaucaire > Bellegarde                     | 148,5 | Nacer Bouhanni     | Nacer Bouhanni      |
| 2ª     | 2 febbraio  | Nîmes > Saint-Ambroix                      | 58    | Marcel Kittel      | Marcel Kittel       |
| 3ª     | 3 febbraio  | Bessèges > Bessèges                        | 152,6 | Pierre Rolland     | Pierre Rolland      |
| 4ª     | 4 febbraio  | Saint-Geniès-de-Comolas > Bagnols-sur-Cèze | 66    | Marco Marcato      | Pierre Rolland      |
| 5ª-1ª  | 5 febbraio  | Alès > Alès                                | 71,1  | Stéphane Poulhiès  | Pierre Rolland      |
| 5ª-2ª  | 5 febbraio  | Alès (cron. individuale)                   | 9,7   | Jérôme Coppel      | Jérôme Coppel       |
| Totale | Totale      | Totale                                     | 505,9 |                    |                     |

## Squadre e corridori partecipanti
| N.    | Cod. | Squadra                      |
| ----- | ---- | ---------------------------- |
| 1-8   | ALM  | AG2R La Mondiale             |
| 11-18 | VCD  | Vacansoleil-DCM              |
| 21-28 | COF  | Cofidis                      |
| 31-38 | PRO  | Project 1T4I                 |
| 41-48 | EUR  | Europcar                     |
| 51-58 | LAN  | Landbouwkrediet-Euphony      |
| 61-68 | FDJ  | FDJ-BigMat                   |
| 71-78 | BIG  | BigMat-Auber 93              |
| 81-88 | TSV  | Topsport Vlaanderen-Mercator |

| N.      | Cod. | Squadra                       |
| ------- | ---- | ----------------------------- |
| 91-98   | BSC  | Bretagne-Schuller             |
| 100-108 | TT1  | Team Type 1-Sanofi            |
| 111-118 | SAU  | Saur-Sojasun                  |
| 121-128 | ACC  | Accent.jobs-Willems Veranda's |
| 131-138 | RLM  | Roubaix-Lille Métropole       |
| 141-148 | LPM  | La Pomme Marseille            |
| 151-158 | SKT  | An Post-Sean Kelly Team       |
| 161-168 | VRU  | Véranda Rideau-Super U        |

## Dettagli delle tappe

### 1ª tappa
- 1º febbraio: Beaucaire > Bellegarde – 148,5 km

Risultati
| Pos. | Corridore      | Squadra       | Tempo    |
| ---- | -------------- | ------------- | -------- |
| 1    | Nacer Bouhanni | FDJ-BigMat    | 3h30'25" |
| 2    | Marcel Kittel  | Project 1T4I  | s.t.     |
| 3    | Bobbie Traksel | Landbouwkred. | s.t.     |

| Pos. | Corridore      | Squadra       | Tempo    |
| ---- | -------------- | ------------- | -------- |
| 1    | Nacer Bouhanni | FDJ-BigMat    | 3h30'15" |
| 2    | Bobbie Traksel | Landbouwkred. | a 3"     |
| 3    | Marcel Kittel  | Project 1T4I  | a 4"     |

### 2ª tappa
- 2 febbraio: Nîmes > Saint-Ambroix – 58,8 km

Risultati
| Pos. | Corridore      | Squadra      | Tempo    |
| ---- | -------------- | ------------ | -------- |
| 1    | Marcel Kittel  | Project 1T4I | 1h33'29" |
| 2    | Kris Boeckmans | Vacansoleil  | s.t.     |
| 3    | Nacer Bouhanni | FDJ-BigMat   | s.t.     |

| Pos. | Corridore      | Squadra       | Tempo    |
| ---- | -------------- | ------------- | -------- |
| 1    | Marcel Kittel  | Project 1T4I  | 5h03'38" |
| 2    | Nacer Bouhanni | FDJ-BigMat    | a 2"     |
| 3    | Bobbie Traksel | Landbouwkred. | a 9"     |

### 3ª tappa
- 3 febbraio: Bessèges > Bessèges – 152 km

Risultati
| Pos. | Corridore        | Squadra        | Tempo    |
| ---- | ---------------- | -------------- | -------- |
| 1    | Pierre Rolland   | Europcar       | 3h55'54" |
| 2    | Franck Vermeulen | Véranda Rideau | s.t.     |
| 3    | Nacer Bouhanni   | FDJ-BigMat     | a 7"     |

| Pos. | Corridore        | Squadra        | Tempo    |
| ---- | ---------------- | -------------- | -------- |
| 1    | Pierre Rolland   | Europcar       | 8h59'35" |
| 2    | Nacer Bouhanni   | FDJ-BigMat     | a 2"     |
| 3    | Franck Vermeulen | Véranda Rideau | a 6"     |

### 4ª tappa
- 4 febbraio: Saint-Geniès-de-Comolas > Bagnols-sur-Cèze – 66 km

Risultati
| Pos. | Corridore       | Squadra       | Tempo    |
| ---- | --------------- | ------------- | -------- |
| 1    | Marco Marcato   | Vacansoleil   | 1h45'13" |
| 2    | Niko Eeckhout   | An Post-Kelly | s.t.     |
| 3    | Julien El Fares | Team Type 1   | s.t.     |

| Pos. | Corridore        | Squadra        | Tempo     |
| ---- | ---------------- | -------------- | --------- |
| 1    | Pierre Rolland   | Europcar       | 10h44'48" |
| 2    | Franck Vermeulen | Véranda Rideau | a 6"      |
| 3    | Marco Marcato    | Vacansoleil    | a 8"      |

### 5ª tappa-1ª semitappa
- 5 febbraio: Alès > Alès – 82 km

Risultati
| Pos. | Corridore         | Squadra        | Tempo    |
| ---- | ----------------- | -------------- | -------- |
| 1    | Stéphane Poulhiès | Saur-Sojasun   | 1h40'35" |
| 2    | Justin Jules      | Véranda Rideau | s.t.     |
| 3    | Bobbie Traksel    | Landbouwkred.  | s.t.     |

| Pos. | Corridore        | Squadra        | Tempo     |
| ---- | ---------------- | -------------- | --------- |
| 1    | Pierre Rolland   | Europcar       | 12h25'23" |
| 2    | Franck Vermeulen | Véranda Rideau | a 6"      |
| 3    | Marco Marcato    | Vacansoleil    | a 8"      |

### 5ª tappa-2ª semitappa
- 5 febbraio: Alès – Cronometro individuale – 9,7 km

Risultati
| Pos. | Corridore     | Squadra       | Tempo  |
| ---- | ------------- | ------------- | ------ |
| 1    | Jérôme Coppel | Saur-Sojasun  | 14'25" |
| 2    | Rein Taaramäe | Cofidis       | a 26"  |
| 3    | Maxime Bouet  | AG2R La Mond. | a 32"  |

| Pos. | Corridore        | Squadra        | Tempo     |
| ---- | ---------------- | -------------- | --------- |
| 1    | Jérôme Coppel    | Saur-Sojasun   | 12h40'08" |
| 2    | Franck Vermeulen | Véranda Rideau | a 25"     |
| 3    | Rein Taaramäe    | Cofidis        | a 26"     |

## Evoluzione delle classifiche
| Tappa              | Vincitore          | Classifica generale | Classifica scalatori | Classifica a punti | Classifica giovani | Classifica squadre            |
| ------------------ | ------------------ | ------------------- | -------------------- | ------------------ | ------------------ | ----------------------------- |
| 1ª                 | Nacer Bouhanni     | Nacer Bouhanni      | Bertjan Lindeman     | Nacer Bouhanni     | Nacer Bouhanni     | Accent.jobs-Willems Veranda's |
| 2ª                 | Marcel Kittel      | Marcel Kittel       | Bertjan Lindeman     | Marcel Kittel      | Nacer Bouhanni     | Topsport Vlaanderen-Mercator  |
| 3ª                 | Pierre Rolland     | Pierre Rolland      | Bertjan Lindeman     | Nacer Bouhanni     | Nacer Bouhanni     | Team Europcar                 |
| 4ª                 | Marco Marcato      | Pierre Rolland      | Bertjan Lindeman     | Kris Boeckmans     | Gijs Van Hoecke    | Team Europcar                 |
| 5ª-1ª              | Stéphane Poulhiès  | Pierre Rolland      | Bertjan Lindeman     | Bobbie Traksel     | Gijs Van Hoecke    | Team Europcar                 |
| 5ª-2ª              | Jérôme Coppel      | Jérôme Coppel       | Bertjan Lindeman     | Bobbie Traksel     | Anthony Delaplace  | Saur-Sojasun                  |
| Classifiche finali | Classifiche finali | Jérôme Coppel       | Bertjan Lindeman     | Bobbie Traksel     | Anthony Delaplace  | Saur-Sojasun                  |

## Classifiche finali

### Classifica generale
| Pos. | Corridore           | Squadra        | Tempo     |
| ---- | ------------------- | -------------- | --------- |
| 1    | Jérôme Coppel       | Saur-Sojasun   | 12h40'08" |
| 2    | Franck Vermeulen    | Véranda Rideau | a 25"     |
| 3    | Rein Taaramäe       | Cofidis        | a 26"     |
| 4    | Pierre Rolland      | Europcar       | a 28"     |
| 5    | Maxime Bouet        | AG2R La Mond.  | a 32"     |
| 6    | Frederik Veuchelen  | Vacansoleil    | a 33"     |
| 7    | Pierrick Fédrigo    | FDJ-BigMat     | a 37"     |
| 8    | Jonathan Hivert     | Saur-Sojasun   | s.t.      |
| 9    | Pierre-Luc Périchon | La Pomme Mar.  | a 46"     |
| 10   | Julien Antomarchi   | Team Type 1    | a 48"     |

### Classifica a punti
| Pos. | Corridore         | Squadra        | Punti |
| ---- | ----------------- | -------------- | ----- |
| 1    | Bobbie Traksel    | Landbouwkred.  | 54    |
| 2    | Kris Boeckmans    | Vacansoleil    | 49    |
| 3    | Marco Marcato     | Vacansoleil    | 39    |
| 4    | Stéphane Poulhiès | Saur-Sojasun   | 39    |
| 5    | Justin Jules      | Véranda Rideau | 36    |

### Classifica scalatori
| Pos. | Corridore         | Squadra       | Punti |
| ---- | ----------------- | ------------- | ----- |
| 1    | Bert-Jan Lindeman | Vacansoleil   | 12    |
| 2    | Rémi Cusin        | Team Type 1   | 10    |
| 3    | Georg Preidler    | Team Type 1   | 10    |
| 4    | Bobbie Traksel    | Landbouwkred. | 10    |
| 5    | Julien El Fares   | Team Type 1   | 8     |

### Classifica giovani
| Pos. | Corridore         | Squadra       | Tempo     |
| ---- | ----------------- | ------------- | --------- |
| 1    | Anthony Delaplace | Saur-Sojasun  | 12h40'57" |
| 2    | Gijs Van Hoecke   | Topsport Vl.  | a 8"      |
| 3    | Georg Preidler    | Team Type 1   | a 10"     |
| 4    | Dimitri Le Boulch | Auber 93      | a 26"     |
| 5    | Mark McNally      | An Post-Kelly | a 31"     |

### Classifica a squadre
| Pos. | Squadra            | Tempo     |
| ---- | ------------------ | --------- |
| 1    | Saur-Sojasun       | 38h01'52" |
| 2    | Team Europcar      | a 1'11"   |
| 3    | Team Type 1-Sanofi | a 1'14"   |
| 4    | AG2R La Mondiale   | a 1'15"   |
| 5    | Vacansoleil-DCM    | a 1'17"   |